# Ostein-Riedheim-Hof

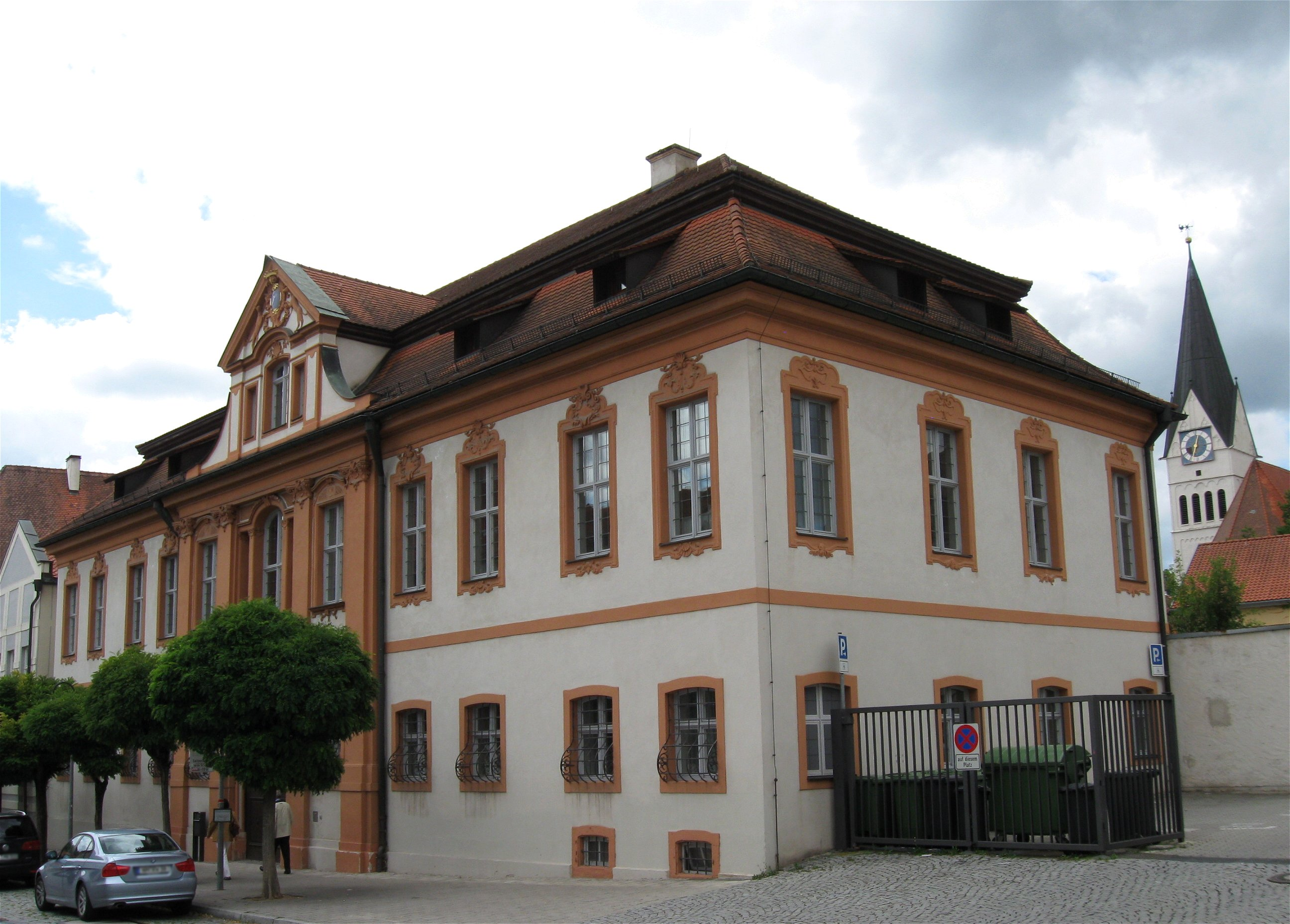
Ehemaliger Ostein-Riedheim-Hof

Der Ostein-Riedheim-Hof wurde 1730 von Gabriel de Gabrieli als Domherrenhof für Lothar Johann Hugo Franz von Ostein errichtet. Dieses Rokokopalais mit Mansardwalmdach sowie Mittelrisalit und stuckierten Fassaden steht noch heute in Eichstätt in der Luitpoldstraße 1. Am Giebel ist das Osteinwappen und am Balkongitter das Riedheimwappen zu sehen. Nach Umbau (1992–1994) durch Karljosef Schattner beherbergt der ehemalige Domherrenhof seit 1993 die Verwaltungsräume des Ordinariats- bzw. Diözesanarchivs einschließlich eines geräumigen Lesesaals – ein moderner Magazintrakt mit ungefähr 5 km Regalfläche schließt sich an.
Das Gebäude ist unter der Nummer D-1-76-123-104 als Denkmalschutzobjekt in der Liste des Bayerischen Landesamtes für Denkmalpflege eingetragen.